# سينوسيفالي

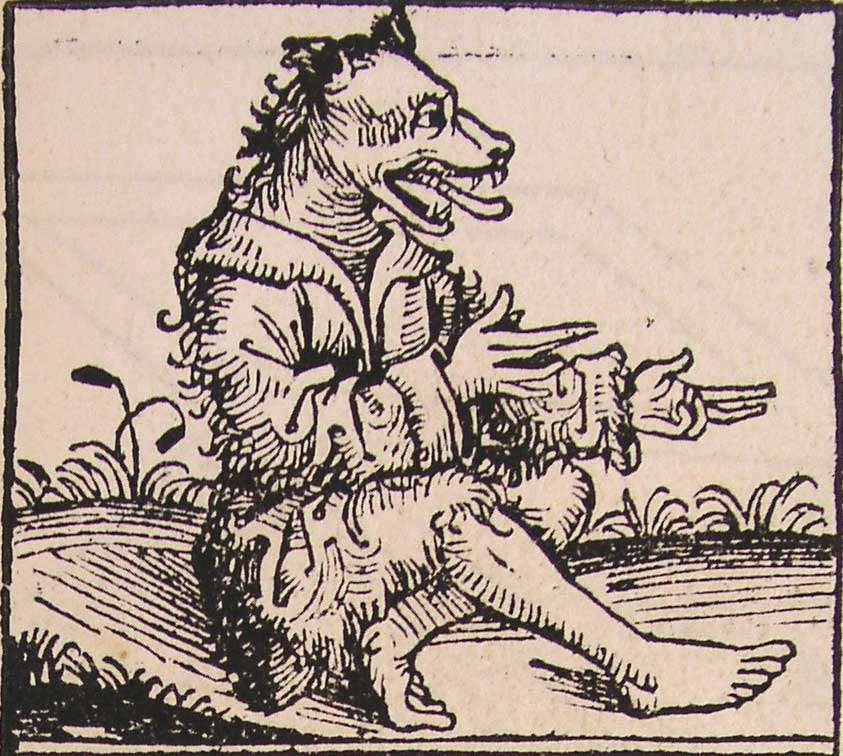
رسم توضيحي «سينوسفالوس» من الموسوعة المصورة التي تتكون من روايات تاريخية عالمية «نورنبيرغ كرونيكل» (1493).

ساينوسيفالي (بالإنجليزية: Cynocephaly)‏ تُعتبر ظاهرة أسطورية شائعة ومُتكررة في العديد من الصور والسياقات الأسطوريَّة المختلفة. المعنى الحرفي لساينوسيفالي هو "استكلاب الرأس"، وهذا الأمر يُشير، ضمنيَّا، إلى جسم إنسان برأس كلب. إنَّ ظاهرة ساينوسيفالي معروفة في الأساطير والحكايات البطولية الخرافية في أجزاء كثيرة من العالم، بما في ذلك مصر القديمة والهند واليونان والصين. كما أُشير لوجوده في شرق أوروبا في العصور الوسطى. ويوجد أيضًا في الثقافة الشعبية الحديثة كشخصيات في الكتب والقصص المصورة والروايات. إنَّ ساينوسيفالي يمتاز، بشكل عام، عن الليكانثروبي (المستذئب) الذي يمكنه التكلم. وقد دعا الإغريق والرومان نوعًا من القردة المتطورة باسم «ساينوسافيليس» والتي يُزعم أنَّها قد تكون قردة البابون.